# Grad Valentino
Grad Valentino (italijansko Castello del Valentino) je zgodovinska zgradba v italijanskem mestu Torino. Nahaja se v Parco del Valentino in je sedež Fakultete za arhitekturno, Politehnične univerze v Torinu. To je ena od rezidenc kraljeve hiše Savojcev vključena na seznam Unescove svetovne dediščine leta 1997. 

## Zgodovina
Vojvoda Emmanuel Philibert Savojski je po nasvetu Andrea Palladie kupil starejši grad. Ime Valentino je prvič omenjeno leta 1275, se zdi, da izhaja od svetnika imenovanega Valentin, čigar relikvije so častili v cerkvi, ki je stala v bližini.

Sedanja struktura je pripadala princesi Kristini Mariji Francoski (1606-1663), ženi Viktorja Amadeusa I., ki je živela tukaj od 1630. Arhitekt Carlo di Cstellamonte je bistveno obnovil zgradbo, s pomočjo svojega sina Amadea. Dela se je začela okoli 1633 in so trajala do leta 1660.
Ima obliko podkve, s štirimi okroglimi stolpi na vsakem vogalu in široko notranje dvorišče z marmornim tlakom. Strehe z dvema podstrešnima etažama so običajne za slog transalpino (tj. francoski slog) in tak arhitekturni slog odseva okus mlade princese. Na fasadi je velik grb družine Savojcev.
Manjše spremembe so bile narejene v začetku devetnajstega stoletja; v tem času so francoski vojaki odnesli tudi veliko pohištva. V naslednji polovici stoletja je bila palača bolj ali manj opuščena in zapadla v slabo stanje. Freske in frizi v notranjosti so se večinoma ohranili v svojem zgodovinskem stanju iz 17. stoletja. Prenove so bile izvedene leta 1860, ko je bila zgradba izbrana za sedež Tehnične fakultete v Torinu. Dodatno je bila obnovljena v zadnjih letih. 12. maja 2007 je bila osrednja Sala dello Zodiaco (Zodiakova dvorana) ponovno odprta s stropno fresko, ki predstavlja poosebljenje reke Pad, z atributi morskega boga.
Danes je grad osrednja stavba Fakultete za arhitekturo Politehnične univerze v Torinu.
V 55-hektarov velikem Parco del Valentino, priljubljenem mestu Torinčanov, ki leži vzdolž brega reke Pad, je Orto Botanico dell'Università di Torino, zgodovinski botanični vrt in srednjeveško naselje z viteškim gradom izdelan 1884.
Zaradi trenutnih gradbenih del naj bi bil grad Valentino za javnost znova odprt šele v letu 2017.